# Округ Џоунс (Џорџија)
Округ Џоунс (енгл. Jones County) је округ у америчкој савезној држави Џорџија.

## Демографија
По попису из 2010. године број становника је 28.669, што је 5.03 (21,3%) становника више него 2000. године.
| Група             | 2000.          | 2010.          |
| Белци             | 17.649 (74,7%) | 20.830 (72,7%) |
| Афроамериканци    | 5.506 (23,3%)  | 7.008 (24,4%)  |
| Азијати           | 125 (0,5%)     | 187 (0,7%)     |
| Хиспаноамериканци | 169 (0,7%)     | 315 (1,1%)     |
| Укупно            | 23.639         | 28.669         |